# Tiocianato de cobalto
Tiocianato de cobalto é um utilizado como reagente para a determinação de alcalóides.

## Informações gerais
- Fórmula: Co(SCN)2.
- Sinônimo: Tiocianato de cobalto II.
- Aparência: Sólido.
- Estabilidade: estável, mas reage com ácidos produzindo gases tóxicos.

## Utilização
- Identificação de substâncias alucinógenas: cocaína e DOS 802.